# Druga bitka kod Bull Runa
Druga bitka kod Bull Runa, također poznata i kao druga bitka za Manassas vođena je krajem kolovoza 1862. tijekom Američkog građanskog rata. Bio je to vrhunac ofenzivne kampanje koju je započela konfederalna Vojska Sjeverne Virginije pod zapovjedništvom generala Roberta Edwarda Leeja protiv unionističke Vojske Virginije pod zapovjedništvom generala Johna Popea.
Nakon širokog zaobilaznog marširanja, konfederalni general "Stonewall" Jackson je zarobio unionistička skladišta na željezničkom čvorištu Manassas Junction, ugrozivši Popeove opskrbne linije prema gradu Washingtonu. Povukavši se nekoliko milja na sjeverozapad, Jackson je postavio obrambene položaje kod Stony Ridgea. 28. kolovoza, Jacksonova vojska je napala unionističku kolonu istočno od Gainesvillea, kod Brawnerove farme, no rezultat je bio neriješen. Isti dan, krilo Leejeve vojske pod zapovjedništvom Jamesa Longstreeta se probilo kroz unionističke linije u bitci kod Thoroughfarea, i približilo se bojištu. 
Pope je bio uvjeren da je uhvatio u zamku velik dio Jacksonove vojske i postavio je velik dio svojih snaga ispred nje. 29. kolovoza, Pope je započeo seriju napada na Jacksonove položaje. Napadi su odbijeni uz velike žrtve na obje strane. U podne, Longstreetova vojska je stigla na bojište i zauzela položaj na Jacksonovom desnom krilu. 30. kolovoza, Pope je ponovio napad, ne znajući da je pred njim i Longstreet. Kada je unionistički V. korpus pod zapovjedništvom generala Fitza Johna Portera krenuo na položaje konfederalaca, konfederalno teško topništvo je skršilo napad. Nakon toga, Longstreetovih 25,000 ljudi je krenulo u masovni protunapad na unionističke položaje. Unionističko lijevo krilo je bilo uništeno, te se vojska morala povući natrag na rijeku Bull Run.